# Pampa Almirón
El municipio argentino de Pampa Almirón, está ubicada en el centro este de la provincia del Chaco, en el departamento Libertador General San Martín. 

## Vías de comunicación
Las principales vías de acceso son las rutas provinciales 47 y 48, ambas de tierra. La primera la comunica al sur con La Eduvigis, y al norte con la ruta provincial 33. La ruta 48 la comunica al oeste con la ruta provincial 90, y al este también con la ruta provincial 33.

## Población
Cuenta con 1,278 habitantes (Indec, 2010), lo que representa un incremento del 23 % frente a los 1037 habitantes (Indec, 2001) del censo anterior. En el municipio el total ascendía a los 1,747 habitantes (Indec, 2001).
| Gráfica de evolución demográfica de Pampa Almirón entre 1991 y 2010 |
|                                                                     |
| Fuente: Censos nacionales del INDEC                                 |

## Iglesia católica

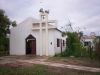
Resized PAMPA ALMIRON 2010 100 2114

La capilla de la localidad está dedicada a San Roque; la comunidad es parte de la parroquia de San Antonio de Padua, de General J. de San Martín. A partir de 1944, desde el centro parroquial, la comunidad fue atendida por el sacerdote libanés Jorge Asás, con una misión en el 2.º trimestre; desde 1947 se hicieron cargo los sacerdotes dehonianos: Leone José (1947-49) quien pidió hacer celebraciones litúrgicas en la escuela, Di Paolo Luis (1950-51 y 1954), Vanoni Emilio (1952-53) Carrara Julián (1955-56), Serughetti Francisco y varios(1957-60), Munaro José (1961), Rossi Isaías (1962-65), Moraschetti Mario (1966-71), Marianni Guido (1972-75), Clerici Eufrasio (1976-78), Barbieri Juan (1979-80), Lovato Mario (1981-90), Menoncin Dino (1991-93), Zobbi Pedro (1994-95) González Héctor (1996-99), D’Agostini Tarcisio (2000), Caccin José (2001), Durello Gervasio (desde 2002).